# Graciano Ricalde Gamboa
Mauro Graciano Ricalde Gamboa (21 de noviembre de 1873 - 9 de noviembre de 1942) fue un matemático y maestro mexicano, nacido en Hoctún, estado de Yucatán, México.

## Semblanza biográfica
Fue hijo de Ambrosio Ricalde Moguel y de Isidra Gamboa. Estudió en Hocabá hasta 1885, año en que ingresó becado en la Escuela normal para profesores del Estado en la ciudad de Mérida. Se diplomó como maestro a los 16 años de edad contando para ello, por su corta edad, con un permiso especial otorgado por el Congreso del Estado.
Estudió contaduría y durante varios años fue catedrático de aritmética mercantil y contaduría de libros en la Escuela de Comercio de la ciudad de Mérida. Teniendo el propósito de estudiar ingeniería civil estudió más tarde en el Instituto Literario del estado de Yucatán, bajo la dirección del sabio Manuel Sales Cepeda quien lo inició en los estudios superiores de matemáticas. En ese tiempo, ante el peligro de un colapso de una de las torres de la Catedral de Yucatán, las autoridades pidieron al maestro Sales Cepeda que ayudara a determinar el peso de la campana del templo que se ignoraba. El docente pasó el problema a su alumno Ricalde Gamboa quien realizó los cálculos con toda exactitud. A partir de eso fue nombrado profesor de aritmética razonada en el propio Instituto donde estudiaba
.
Por diversas razones ya no pudo realizar su deseo de estudiar ingeniería, pero poco después, en 1902, fue designado catedrático y después director de la propia escuela de ingeniería, cargo que desempeñó hasta 1905 en que renunció para dedicarse por completo a sus estudios de matemáticas y a ser corresponsal de diversas instituciones especializadas del extranjero.
Reunió una importante biblioteca de más de 5000 títulos y fue colaborador del periódico francés L'intermediaire des Mathematiciens, editado en París a principios del siglo XX. Se interesó también por la astronomía.
Trabajó en diferentes investigaciones en la ciudad de Mérida hasta su muerte, en 1942, víctima de una infección de la garganta.
Es tío en línea directa del astrónomo Arcadio Poveda Ricalde.

## Trayectoria profesional
Logró reconocimiento por haber calculado en 1910 la órbita parabólica del cometa Halley. En 1923 calculó con precisión el eclipse lsolar de ese año, y pasó a formar parte de la Comisión Geodésica Mexicana que lo observó y estudió en Champotón, en el estado de Campeche.
Descubrió un método para la resolución de la ecuación de quinto grado mediante el uso de funciones elípticas.
Se le invitó a trabajar como catedrático en diversos centros docentes del extranjero, lo que nunca aceptó, prefiriendo quedarse en su tierra natal dedicado a sus estudios y a organizar sistemas de contabilidad de empresas industriales que solicitaban sus servicios profesionales.

## Reconocimientos
- La biblioteca municipal de Hoctún se denomina «Graciano Ricalde Gamboa», en honor al hijo predilecto de la villa.[5]
- En la localidad de Ticopó, en el municipio de Acanceh, Yucatán, la escuela secundaria lleva el nombre del matemático.[6]